# Tigrigobius
Tigrigobius és un gènere de peixos de la família dels gòbids i de l'ordre dels perciformes.

## Taxonomia
- Tigrigobius dilepis (Robins & Böhlke, 1964)
- Tigrigobius gemmatus (Ginsburg, 1939)
- Tigrigobius pallens (Ginsburg, 1939)[1]
- Tigrigobius redimiculus (Taylor & Akins, 2007)
- Tigrigobius zebrella (Robins, 1958)[2][3][4][5]